# Ransol
Ransol és un nucli de població del Principat d'Andorra situat a la parròquia de Canillo. L'any 2009 tenia 216 habitants.
Està ubicat a una altitud de 1.745 metres, a la dreta de la Valira d'Encamp, a la confluència amb la vall de Ransol. Les carenes de les muntanyes fan frontera amb França.